# Chatino de Tataltepec
El chatino de Tataltepec, també conegut com a chatino de la terra baixa i Chatino Occidental Bajo, és una llengua ameríndia de mesoamericana, una de les varietats del chatino, llengua de la família lingüística otomang. No és intel·ligible amb les altres varietats del chatino. Rep el seu nom de la vila de Tataltepec de Valdés, i també és parlat a la vila de San Pedro Tututepec.